# Todd Reynolds
Todd Reynolds je americký houslista a hudební skladatel. Je členem newyorské organizace Bang on a Can a od roku 1998 působil ve smyčcovém kvartetu Ethel, ze které odešel v roce 2005; dále pak byl členem skupin Steve Reich and Musicians a Soldier String Quartet. Během své kariéry spolupracoval s mnoha dalšími hudebníky, mezi které patří Uri Caine, John Cale, Muhal Richard Abrams a Meredith Monk. Rovněž vydal několik alb pod svým jménem; řadí se mezi ně například Outerborough z roku 2011.